# Лебедёвка (Пензенская область)
Лебедёвка — село в Пензенском районе Пензенской области России. Входит в состав Засечного сельсовета.

## География
Село находится в центральной части Пензенской области, в пределах Приволжской возвышенности, в лесостепной зоне, на правом берегу реки Ардым, вблизи места впадения в неё реки Малиновки, на расстоянии примерно 29 километров (по прямой) к северо-северо-западу от села Кондоль, административного центра района. Абсолютная высота — 144 метра над уровнем моря.

### Климат
Климат характеризуется как умеренно континентальный, с умеренно холодной продолжительной зимой и относительно тёплым летом. Средняя температура воздуха самого тёплого месяца (июля) — 18,8 °C (абсолютный максимум — 40 °C); самого холодного (января) — −13 — −12 °C (абсолютный минимум — −47 °C). Безморозный период длится от 117 до 133 дней. Среднегодовое количество атмосферных осадков варьируется от 467 до 604 мм, из которых большая часть выпадает в тёплый период.

### Часовой пояс
Село Лебедёвка, как и вся Пензенская область, находится в часовой зоне МСК (московское время). Смещение применяемого времени относительно UTC составляет +3:00.

## Население
| 1782 | 1864 | 1877 | 1897 | 1911 | 1926 | 1930 |
| ---- | ---- | ---- | ---- | ---- | ---- | ---- |
| 334  | ↘279 | ↗345 | ↗534 | ↗600 | ↗812 | ↗854 |
| 1939 | 1959 | 1979 | 1989 | 1996 | 2002 | 2010 |
| ↘605 | ↗749 | ↗845 | ↘791 | ↘738 | ↗768 | ↗848 |
| 2015 |      |      |      |      |      |      |
| ↗875 |      |      |      |      |      |      |

### Национальный состав
Согласно результатам переписи 2002 года, в национальной структуре населения русские составляли 97 % из 768 чел.